# Ljudska arhitektura
Ljudska arhitektura (tudi vernakularna arhitektura) je gradnja, ki se izvaja izven akademske tradicije in je pogosto brez strokovnega vodenja. Ne gre za posebno arhitekturno gibanje ali slog, temveč za široko kategorijo, ki zajema široko paleto in raznolikost vrst stavb z različnimi metodami gradnje z vsega sveta, tako zgodovinske kot obstoječe ter klasične in moderne. Ljudska arhitektura predstavlja 95 % svetovnega grajenega okolja, kot je leta 1995 ocenil Amos Rapoport, merjeno z majhnim odstotkom novih stavb, ki jih vsako leto zasnujejo arhitekti in zgradijo inženirji.
Ljudska arhitektura običajno služi takojšnjim, lokalnim potrebam, je omejena z materiali, ki so na voljo v določeni regiji in odraža lokalne tradicije in kulturne prakse. Študij ljudske arhitekture ne preučuje formalno šolanih arhitektov, ampak namesto tega proučuje oblikovalske sposobnosti in tradicijo lokalnih gradbenikov, ki jim je bilo le redko dodeljeno kakršno koli priznanje za delo. V zadnjem času so oblikovalci in gradbena industrija preučevali ljudsko arhitekturo, da bi bili bolj energetsko ozaveščeni s sodobnim oblikovanjem in gradnjo – del širšega zanimanja za trajnostno oblikovanje.
Od leta 1986 tudi med znanstveniki, ki objavljajo na tem področju, natančne meje 'ljudskega jezika' niso bile jasne.
To vprašanje definicije, na videz tako preprosto, se je izkazalo za enega najresnejših problemov zagovornikov ljudske arhitekture in raziskovanja krajine. Enostavne, prepričljive, avtoritativne definicije še ni bilo. Je pojav, ki ga mnogi intuitivno razumejo, le malokdo pa ga zna definirati. Literatura o tej temi je tako polna nedefinicij. Je gradnja, ki ni v visokem slogu, gre za tiste strukture, ki jih niso oblikovali strokovnjaki; ni monumentalna; je nezahtevna; je zgolj gradnja; to po mnenju uglednega zgodovinarja Nikolausa Pevsnerja ni arhitektura. Tisti, ki imajo bolj pozitiven pristop, se zanašajo na pridevnike, kot so običajen, vsakdanji. Čeprav ti izrazi niso tako pejorativni kot drugi opisni izrazi, ki se včasih uporabljajo v ljudskem jeziku, pa tudi niso zelo natančni. Na primer, nebotičniki na Manhattnu so dela visoke arhitekture, vendar so na Manhattnu tudi običajni. Ali niso to logično ljudske stavbe mesta New York?
Ljudska arhitektura je v tradicionalnih zgodovinah oblikovanja pogosto spregledana. Ne gre za slogovni opis, še manj pa za en specifičen slog, zato ga ni mogoče povzeti v smislu lahko razumljivih vzorcev, značilnosti, materialov ali elementov. Zaradi uporabe tradicionalnih načinov gradnje in lokalnih graditeljev se stavbe štejejo za kulturne izraze – staroselske, avtohtone, prednikov, podeželske, etnične ali regionalne – prav tako kot arhitekturne artefakte.

## Razvoj besedne zveze
Izraz vernakular pomeni 'domači, avtohtoni', od verna 'domači suženj' ali 'doma rojeni suženj'. Beseda verjetno izhaja iz starejše etruščanske besede.
Izraz je izposojen iz jezikoslovja, kjer se vernakular nanaša na uporabo jezika, ki je določena v času, kraju ali skupini.
Besedna zveza sega vsaj v leto 1857, ko jo je uporabil sir George Gilbert Scott kot središče prvega poglavja svoje knjige Opombe o posvetni in domači arhitekturi, sedanjosti in prihodnosti in v članku, prebranem arhitekturno društvo v Leicestru oktobra istega leta. Kot zagovornik gibanja neogotike v Angliji je Scott uporabil izraz kot pejorativ za označevanje 'prevladujoče arhitekture' v Angliji tistega časa, vso, v nasprotju z gotiko, ki jo je želel uvesti. V to »ljudsko« kategorijo je Scott vključil stolnico svetega Pavla, bolnišnico Greenwich v Londonu in grad Howard, čeprav je priznal njihovo relativno plemstvo.
Izraz je bil populariziran s pozitivnimi konotacijami na razstavi leta 1964 v Muzeju moderne umetnosti v New Yorku, ki jo je zasnoval arhitekt Bernard Rudofsky, s kasnejšo knjigo. Oba sta se imenovala Arhitektura brez arhitektov. Razstava z dramatičnimi črno-belimi fotografijami ljudskih stavb po vsem svetu je bila izjemno priljubljena. Rudofsky je koncept prinesel v oči javnosti in glavne arhitekture, prav tako pa je ohranil ohlapne definicije: zapisal je, da razstava »poskuša razbiti naše ozke koncepte umetnosti gradnje z uvajanjem neznanega sveta nerodovniške arhitekture in je tako malo znana, da nimamo niti imena zanjo. Zaradi pomanjkanja splošne oznake jo bomo imenovali vernakularna, anonimna, spontana, avtohtona, podeželska, odvisno od primera.« Knjiga je bila opomin na legitimnost in »težko pridobljeno znanje«, ki je neločljivo povezano z ljudskimi stavbami, od poljskih solnih jam do ogromnih sirskih vodnih koles do maroških puščavskih trdnjav in je takrat veljalo za ikonoklastične.
Izraz komercialni vernakular je bil populariziran v poznih 1960-ih z objavo Učenje iz Las Vegasa Roberta Venturija in Denise Scott Brown, ki se nanaša na ameriško primestno arhitekturo in komercialno arhitekturo 20. stoletja.
Čeprav lahko vernakularno arhitekturo oblikujejo ljudje, ki imajo nekaj izobrazbe v oblikovanju, je leta 1971 Ronald Brunskill vernakularno arhitekturo vseeno opredelil kot:

... stavba, ki jo je zasnoval amater brez kakršne koli izobrazbe v oblikovanju; posameznika bo vodil niz konvencij, zgrajenih v njegovem kraju, pri čemer bo posvečal malo pozornosti temu, kar je lahko modno. Funkcija stavbe bi bila prevladujoč dejavnik, estetski vidiki, čeprav prisotni v manjši meri, pa so precej minimalni. Lokalni materiali bi bili samoumevni, drugi materiali bi bili izbrani in uvoženi povsem izjemoma.
V Encyclopedia of Vernacular Architecture of the World, ki jo je leta 1997 uredil Paul Oliver z Oxfordskega inštituta za trajnostni razvoj. Oliver je trdil, da bo vernakularna arhitektura glede na vpoglede, ki jih daje v vprašanja okoljskega prilagajanja, v prihodnosti potrebna za »zagotavljanje trajnosti v kulturnem in gospodarskem smislu po kratkoročnem obdobju«. Enciklopedija je področje vernakularne arhitekture opredelila kot:

ki obsega stanovanja in vse druge stavbe ljudi. Glede na njihov okoljski kontekst in razpoložljive vire jih običajno zgradi lastnik ali skupnost z uporabo tradicionalnih tehnologij. Vse oblike vernakularne arhitekture so zgrajene tako, da ustrezajo posebnim potrebam, pri čemer se prilagajajo vrednotam, ekonomijam in načinom življenja kultur, ki jih ustvarjajo.
Leta 2007 je Allen Noble napisal dolgo razpravo o ustreznih izrazih v Traditional Buildings: Global Survey of Structural Forms and Cultural Functions. Noble je ugotovil, da »ljudsko arhitekturo« gradijo »osebe, ki niso strokovno usposobljene za gradbeništvo«. To je arhitektura »navadnih ljudi«, vendar jo lahko gradijo usposobljeni strokovnjaki z uporabo lokalnih, tradicionalnih modelov in materialov. »Tradicionalna arhitektura« je arhitektura, ki se prenaša od osebe do osebe, iz generacije v generacijo, zlasti ustno, vendar na kateri koli ravni družbe, ne le med navadnimi ljudmi. »Primitivna arhitektura« je izraz, ki ga Noble odvrača. Izraz popularna arhitektura se bolj uporablja v vzhodni Evropi in je sinonim za ljudsko ali vernakularno arhitekturo.

## Vernakular in arhitekt
Arhitektura, ki so jo oblikovali poklicni arhitekti, običajno ne velja za ljudsko. Pravzaprav lahko trdimo, da že sam proces zavestnega oblikovanja stavbe naredi neljudsko. Paul Oliver v svoji knjigi Dwellings navaja: »trdi se, da 'popularna arhitektura', ki so jo oblikovali poklicni arhitekti ali komercialni gradbeniki za ljudsko uporabo, ne spada v okvir ljudskega jezika.«:15 Oliver prav tako ponuja po preprosti definiciji vernakularne arhitekture: »arhitektura ljudi in od ljudi, vendar ne za ljudi.«
Frank Lloyd Wright je vernakularno arhitekturo opisal kot »ljudske stavbe, ki rastejo kot odgovor na dejanske potrebe, v okolje pa so jih vgradili ljudje, ki niso vedeli nič drugega kot, da jih prilagodijo domačemu občutku« in nakazuje, da gre za primitivno obliko oblikovanja, brez inteligentne misli, vendar je tudi izjavil, da je »za nas bolj vredna študija kot vsi visoko samozavestni akademski poskusi lepega po Evropi«.
Vsaj od gibanja umetnosti in obrti so številni sodobni arhitekti preučevali ljudske stavbe in trdili, da črpajo navdih iz njih, vključno z vidiki ljudskega jezika v svojih načrtih. Leta 1946 je bil egiptovski arhitekt Hassan Fathy imenovan za načrtovanje mesta New Gourna blizu Luksorja. Po preučevanju tradicionalnih nubijskih naselij in tehnologij je v svoje načrte vključil tradicionalne oboke iz blatne opeke nubijskih naselij. Poskus ni uspel zaradi različnih socialnih in ekonomskih razlogov.
Šrilanški arhitekt Geoffrey Bawa velja za pionirja regionalnega modernizma v Južni Aziji. Poleg njega so sodobni zagovorniki uporabe ljudskega jezika v arhitekturnem načrtovanju še Charles Correa, znani indijski arhitekt; Muzharul Islam in Bashirul Haq, mednarodno znana bangladeška arhitekta; Balkrishna Doshi, še en Indijec, ki je ustanovil fundacijo Vastu-Shilpa v Ahmedabadu za raziskovanje vernakularne arhitekture v regiji; in Sheila Sri Prakash, ki je podeželsko indijsko arhitekturo uporabila kot navdih za inovacije v okoljskem in socialno-ekonomsko trajnostnem oblikovanju in načrtovanju. Nizozemski arhitekt Aldo van Eyck je bil tudi zagovornik vernakularne arhitekture, tako kot Samuel Mockbee, Christopher Alexander in Paolo Soleri.
Oliver trdi, da:

Zaenkrat še ni jasno opredeljene in specializirane discipline za preučevanje bivališč ali širšega kompasa vernakularne arhitekture. Če bi se takšna disciplina pojavila, bi verjetno združevala nekatere elemente arhitekture in antropologije z vidika zgodovine in geografije.
Arhitekti so razvili ponovno zanimanje za ljudsko arhitekturo kot model za trajnostno oblikovanje. Sodobna komplementarna arhitektura je v veliki meri oblikovana z vernakularno arhitekturo.

## Vplivi na ljudsko arhitekturo
Ljudska arhitektura je pod vplivom širokega nabora različnih vidikov človekovega vedenja in okolja, kar vodi do različnih oblik stavb za skoraj vsak različen kontekst; celo sosednje vasi imajo lahko subtilno različne pristope k gradnji in uporabi svojih bivališč, čeprav se na prvi pogled zdijo enaki. Kljub tem razlikam za vsako stavbo veljajo isti fizikalni zakoni in bodo zato pokazale precejšnje podobnosti v strukturnih oblikah.

### Podnebje
Eden najpomembnejših vplivov na ljudsko arhitekturo je makroklima območja, v katerem je stavba zgrajena. Stavbe v hladnih podnebjih imajo vedno visoko toplotno maso ali znatne količine izolacije. Običajno so zatesnjene, da se prepreči izguba toplote, odprtine, kot so okna, pa so po navadi majhne ali jih sploh ni. Nasprotno pa so stavbe v toplem podnebju običajno zgrajene iz lažjih materialov in omogočajo znatno navzkrižno prezračevanje skozi odprtine v strukturi stavbe.
Stavbe za celinsko podnebje morajo biti sposobne prenesti znatne temperaturne razlike in jih lahko njihovi stanovalci celo spreminjajo glede na letne čase. V vročih sušnih in polsušnih regijah strukture običajno vključujejo številne značilne elemente, ki zagotavljajo prezračevanje in nadzor temperature. Po vsem Bližnjem vzhodu so ti elementi vključevali takšne oblikovne značilnosti, kot so dvoriščni vrtovi z vodnimi elementi, zaslonskimi stenami, odbito svetlobo, mašrabija (prepoznavno orientalno okno z leseno mrežo) in bad girs (lovilci vetra).
Stavbe imajo različne oblike glede na količino padavin v regiji – kar vodi do bivališč na kolih v mnogih regijah s pogostimi poplavami ali deževnimi monsunskimi obdobji. Na primer, Queenslander je dvignjena hiša iz desk s poševno pločevinasto streho, ki se je razvila v zgodnjem 19. stoletju kot rešitev za vsakoletne poplave, ki jih povzroča monsunsko deževje v severnih avstralskih državah. Ravne strehe so redke na območjih z veliko količino padavin. Podobno bodo območja z močnimi vetrovi povzročila posebne stavbe, ki se bodo z njimi spopadle, stavbe pa imajo običajno minimalno površino za prevladujoče vetrove in so pogosto postavljene nizko na pokrajini, da zmanjšajo morebitno škodo zaradi neviht.
Podnebni vplivi na ljudsko arhitekturo so precejšnji in lahko izjemno kompleksni. Sredozemski jezik in jezik večjega dela Bližnjega vzhoda pogosto vključuje dvorišče z vodnjakom ali ribnikom; zrak, ohlajen z vodno meglo in izhlapevanjem, se skozi stavbo vleče z naravnim prezračevanjem, ki ga vzpostavi oblika stavbe. Podobno ima severnoafriški jezik pogosto zelo visoko toplotno maso in majhna okna, ki ohranjajo prebivalce hladne, in v mnogih primerih vključuje tudi dimnike, ne za ogenj, temveč za črpanje zraka skozi notranje prostore. Takšne specializacije niso načrtovane, ampak pridobljene s poskusi in napakami skozi generacije gradenj, ki pogosto obstajajo veliko pred znanstvenimi teorijami, ki pojasnjujejo, zakaj delujejo. Ljudska arhitektura se uporablja tudi za potrebe lokalnih prebivalcev.

### Kultura
Način življenja stanovalcev stavbe in način uporabe zaklonišč ima velik vpliv na obliko stavbe. Velikost družinskih enot, kdo deli katere prostore, kako se hrana pripravlja in uživa, kako ljudje komunicirajo in številni drugi kulturni dejavniki bodo vplivali na razporeditev in velikost stanovanj.
Na primer, družinske enote več vzhodnoafriških etničnih skupnosti živijo v družinskih naseljih, obdanih z označenimi mejami, v katerih so zgrajena ločena enosobna bivališča za nastanitev različnih članov družine. V poligamnih skupnostih so lahko ločena bivališča za različne žene in še več za sinove, ki so prestari, da bi delili prostor z ženskami v družini. Družbeno interakcijo znotraj družine ureja ločevanje med strukturami, v katerih družinski člani živijo, in zagotavlja zasebnost. Nasprotno pa je v zahodni Evropi takšno ločevanje doseženo znotraj enega stanovanja z razdelitvijo stavbe na ločene prostore.
Velik vpliv na videz stavb ima tudi kultura, saj stanovalci stavbe pogosto okrasijo v skladu z lokalnimi navadami in verovanji.

#### Nomadska bivališča
Po svetu je veliko kultur, ki vključujejo nekatere vidike nomadskega življenja, in vse so razvile ljudske rešitve za potrebo po zatočišču. Vse to vključuje ustrezne odzive na podnebje in navade njihovih prebivalcev, vključno s praktičnostjo enostavne gradnje, kot so koče, in po potrebi prevoz, kot so šotori.
Inuiti imajo številne različne oblike zatočišč, ki ustrezajo različnim letnim časom in geografskim lokacijam, vključno z igluji (pozimi) in tupiq (poleti). Samiji iz severne Evrope, ki živijo v podnebju, podobnem tistemu, ki ga doživljajo Inuiti, so razvili različna zatočišča, ki ustrezajo njihovi kulturi, vključno z lavvujem in goahtijem. Razvoj različnih rešitev v podobnih okoliščinah zaradi kulturnih vplivov je značilen za ljudsko arhitekturo.
Številni nomadski ljudje za gradnjo začasnih bivališč uporabljajo materiale, običajne v lokalnem okolju, kot na primer Punani iz Sarawaka, ki uporabljajo palmove liste, ali pigmejci Ituri, ki uporabljajo sadike in liste mongonga za gradnjo kupolastih koč. Druge kulture ponovno uporabljajo materiale in jih prenašajo s seboj, ko se premikajo. Primeri za to so plemena v Mongoliji, ki nosijo svoje gere (jurta) s seboj ali črni puščavski šotori Qashgai v Iranu. V vsakem primeru je opazen pomemben vpliv razpoložljivosti materialov in razpoložljivost tovornih živali ali drugih oblik prevoza na končni obliki zavetišč.
Vsa zavetišča so prilagojena lokalnemu podnebju. Mongolski geri (jurte) so na primer dovolj vsestranski, da so hladni v vročih celinskih poletjih in topli pri temperaturah pod ničlo mongolskih zim ter vključujejo prezračevalno odprtino, ki jo je mogoče zapreti, in dimnik za peč. Ger običajno ni pogosto prestavljen, zato je trden in varen, vključno z lesenimi vhodnimi vrati in več plastmi oblog. Tradicionalni berberski šotor, nasprotno, se lahko vsak dan premešča in je veliko lažji ter hitrejši za postavitev in razstavljanje – in zaradi podnebja, v katerem se uporablja, ni treba zagotoviti enake stopnje zaščite pred vremenskimi vplivi.
- Nedokončan iglu, zimsko bivališče Inuitov
- Tuareški šotor med kolonialno razstavo leta 1907
- Tipi plemena Nez Perce, ok. 1900
- Arabski beduinski šotor iz Severne Afrike. Podobne šotore uporabljajo tudi Arabci na Bližnjem vzhodu ter perzijski in tibetanski nomadi.
- Berberski šotor blizu Zagore v Maroku
- Pri selitvi (sezonsko gibanje ljudi z živino na pašo) se pastirji zadržujejo v kočah ali šotorih.
- Notranjost mudhif; bivališče iz trstike, ki so ga uporabljali iraški prebivalci močvirja

#### Stalna bivališča
Vrsta strukture in materiali, uporabljeni za stanovanje, se razlikujejo glede na to, kako trajno je. Nomadske strukture, ki se pogosto selijo, bodo lahke in preproste, trajnejše pa manj. Ko se ljudje nekje za stalno naselijo, se bo arhitektura njihovih bivališč spremenila, da bo to odražala.
Uporabljeni materiali bodo postali težji, trdnejši in vzdržljivejši. Prav tako lahko postanejo bolj zapleteni in dražji, saj sta kapital in delo, potrebna za njihovo izdelavo, enkraten strošek. Stalna bivališča pogosto nudijo večjo stopnjo zaščite in zavetja pred vremenskimi vplivi. V nekaterih primerih, ko so stanovanja izpostavljena hudim vremenskim razmeram, kot so pogoste poplave ali močni vetrovi, so lahko stave namerno 'načrtovane' tako, da se porušijo in zamenjajo, namesto da bi zahtevale neekonomične ali celo nemogoče strukture, ki so potrebne za njihovo odpornost. Zrušitev razmeroma šibke, lahke konstrukcije je tudi manjša verjetnost, da bo povzročila resne poškodbe kot težka konstrukcija.
Sčasoma lahko arhitektura bivališč odraža zelo specifično geografsko lokacijo.

### Okolje, konstrukcijski elementi in materiali
Lokalno okolje in gradbeni materiali, ki jih lahko zagotovi, urejajo številne vidike ljudske arhitekture. Območja, bogata z drevesi, bodo razvila leseni jezik, medtem ko bodo območja brez veliko lesa lahko uporabljala blato ali kamen. V zgodnji Kaliforniji so bili vodni stolpi, ki so podpirali rezervoarje iz sekvoje, del samostojnega domačega vodnega sistema, ki ga poganja veter. Na Daljnem vzhodu je običajna uporaba bambusa, saj ga je veliko in je vsestransko uporaben. Ljudski jezik je skoraj po definiciji trajnosten in ne bo izčrpal lokalnih virov. Če ni trajnosten, ni primeren za svoj lokalni kontekst in ne more biti vernakularen.
Gradbeni elementi in materiali, ki jih pogosto najdemo v ljudskih stavbah, so:
- Adobe – vrsta blatne opeke, pogosto prekrita z belilom, ki se pogosto uporablja v Španiji in španskih kolonijah
- Cob – vrsta ometa, narejenega iz blata z dodatkom vlaknastega materiala za dodatno trdnost
- Mašrabija (znan tudi kot šanašol v Iraku) – vrsta orientalskega okna z leseno rešetko, zasnovano tako, da omogoča prezračevanje, običajno najdemo v Iraku in Egiptu v domovih višjega razreda.
- Blatne opeke – mešanice gline, peska, vode in slame
- Nabita zemlja, ki se pogosto uporablja za temelje
- Sedlasta streha
- Slama - suho rastlinje, ki se uporablja kot strešni material
- Lovilci vetra – vrsta dimnika, ki se uporablja za zagotavljanje naravnega prezračevanja brez uporabe klimatske naprave, pogosto najdemo v Iranu, Iraku in drugih delih Bližnjega vzhoda.
- Wychert – mešanica bele krede in gline

## Pravni vidiki
Ker številne jurisdikcije uvajajo strožje gradbene predpise in predpise o coniranju, se »ljudski arhitekti« včasih znajdejo v sporu z lokalnimi oblastmi.
Primer, ki je postal novica v Rusiji, je bil primer podjetnika iz Arkhangelska Nikolaya P. Sutyagina, ki je zase in za svojo družino zgradil domnevno najvišjo enodružinsko leseno hišo na svetu, vendar so jo obsodili kot požarno nevarno. Ugotovljeno je bilo, da 13-nadstropna, 44 m  visoka stavba, lokalno znana kot Sutyaginov nebotičnik (Небоскрёб Сутягина), krši gradbene predpise Arhangelska, leta 2008 pa so sodišča odredila stavba bo porušena do 1. februarja 2009. 26. decembra 2008 so stolp podrli in v naslednjih nekaj mesecih ročno razstavili preostanek.